# Leah Ayres
Leah Ayres (Baltimore, 28 de mayo de 1957) es una actriz estadounidense, reconocida principalmente por sus papeles como Janice Kent en el largometraje Bloodsport y como Valerie Bryson en el seriado The Edge of Night. En 1981 protagonizó la película de terror slasher The Burning y durante su carrera registró apariciones en episodios de series como The A-Team, 21 Jump Street, Married... With Children y Walker, Texas Ranger.

## Filmografía

### Cine y televisión
| Año     | Título                            | Papel                | Notas        |
| ------- | --------------------------------- | -------------------- | ------------ |
| 1979    | Love of Life                      | Christy Bringham     |              |
| 1979    | Mother and Me, M.D.               | Barrie Tucker        | 1 episodio   |
| 1979    | All That Jazz                     | Enfermera Capobianco |              |
| 1981    | The Burning                       | Michelle             |              |
| 1981–83 | The Edge of Night                 | Valerie Bryson       |              |
| 1983    | 9 to 5                            | Linda Bowman         | 7 episodios  |
| 1983    | Eddie Macon's Run                 | Chris                |              |
| 1984    | La isla de la fantasía            | Lauren Spenser       | 1 episodio   |
| 1984    | Velvet                            | Cass Dayton          | Telefilme    |
| 1984    | The A-Team                        | Jenny Olsen          | 1 episodio   |
| 1984    | The Love Boat                     | Nancy Sidon          | 1 episodio   |
| 1984    | The Love Boat                     | Arlene Cort          | 1 episodio   |
| 1985    | Finder of Lost Loves              | Stacey Barnes        | 1 episodio   |
| 1985    | Hotel                             | Jill                 | 1 episodio   |
| 1985    | Crazy Like a Fox                  | Elaine               | 1 episodio   |
| 1985–86 | St. Elsewhere                     | Mona Polito          | 5 episodios  |
| 1986    | We're Puttin' on the Ritz         | Micki Cline          | Telefilme    |
| 1986    | Too Close for Comfort             | Jennifer             | 1 episodio   |
| 1987    | 1st & Ten                         | Jill Schrader        | 11 episodios |
| 1987    | 21 Jump Street                    | Susan Chadwick       | 1 episodio   |
| 1987    | The Oldest Rookie                 | Nina Zaga            | 1 episodio   |
| 1987    | Hot Child in the City             | Rachel Wagner        | Telefilme    |
| 1988    | Bloodsport                        | Janice Kent          |              |
| 1988    | Police Story: The Watch Commander | Nancy Morgan         | Telefilme    |
| 1989    | Who's the Boss?                   | Pam                  | 1 episodio   |
| 1989    | Freddy's Nightmares               | Roxanne Wodehouse    | 1 episodio   |
| 1990    | The Bradys                        | Marcia Brady-Logan   | 6 episodios  |
| 1990    | Capital News                      | Stephanie Sellars    | 1 episodio   |
| 1991    | Who's the Boss?                   | Pam Harper           | 1 episodio   |
| 1991    | P.S. I Luv U                      | Nicole Benton        | 1 episodio   |
| 1992    | Baby Talk                         | Lois Herman          | 1 episodio   |
| 1992    | Baby Talk                         | Lois Herman          | 1 episodio   |
| 1992    | The Player                        | Sandy                |              |
| 1992    | Married... with Children          | Betty                | 1 episodio   |
| 1992    | Raven                             | Ellen                | 1 episodio   |
| 1995    | Walker, Texas Ranger              | Tara Flynn           | 1 episodio   |
| 1995    | Walker, Texas Ranger              | Tara Flynn           | 1 episodio   |
| 1995    | Walker, Texas Ranger              | Tara Flynn           | 1 episodio   |
| 1998    | The Journey of Allen Strange      | Sra. Symonds         | 1 episodio   |
| 1998    | Sliders                           | Darla                | 1 episodio   |